# Хазига фон Дисен
Хазига (Хадегунде) фон Дисен (на немски: Haziga, Hadegunde von Diessen; Haziga von Scheyern; * ок. 1040, † 1 август 1104) е графиня на Шайерн в Бавария.

## Живот
Тя е вероятно дъщеря на граф Фридрих II фон Дисен († 1075), домфогт на катедралата в Регенсбург, и на първата му съпруга Хадамут (1060), дъщеря на Еберхард фон Епенщайн. По бащина линия Хазига е внучка на Фридрих I († 1020), граф на Дисен и на Куница († 1020) (или на Хема), дъщеря на херцог Конрад I от Швабия († 997).
Хазига се омъжва за пръв път за граф Херман фон Кастъл († 27 януари 1056), син на херцог Херман IV от Швабия († 1038) и Аделхайд от Суза († 1091). За втори път тя се омъжва през 1057 г. за граф Ото I фон Шайерн († 4 декември 1078), който преди това също бил женен, син на граф Хайнрих I фон Швайнфурт († сл. 1043) и фон Сулафелд.
Хазига основава през 1076 г. бенедиктински манастир в Байришцел, който е преместен през 1085 г. във Фишбахау, 1104 г. на Петерсберг при Дахау и накрая през 1119 г. в Шайерн.
Хазига фон Дисен умира 1104 г. и е погребана във Фишбахау.

## Деца
Хазига има с Херман от Кастл двама сина и една дъщеря:
- Херман II († след 1071/1074), граф на Кастл и Хам, женен за графиня Берта фон Нордгау († 1103)
- Фридрих I († 10 ноември 1103), граф на Кастл и Хабсберг, женен за графиня Берта фон Нордгау († 1103)
- Матилде († 15 октомври 1080), омъжва се за Рапото III, граф в горен Траунгау

С Ото I от Шайерн тя има децата (някои от тях вероятно произлизат от неговия първи брак):
- Екехард I (* след 1050, † 1091 или 1101), граф на Шайерн
- Бернхард I († 2 март 1102), граф на Шайерн
- Арнолд I († пр. 26 март 1123), граф на Шайерн и от 1104 г. на Дахау
- Ото II († 31 октомври 1121 или 1122), граф на Шайерн